# Вацеслав Колар
Вацеслав Колар е чешки учител в България.

## Биография
Роден е във Врутице, Австрийска империя (дн. Чехия). Получава висше образование в Прага.
Учител е по химия в мъжката гимназия „Княз Борис“ в Русе в периода 1881 – 1889 г. Умира в Русе на 17 март 1889 г.
Завещава 1000 златни лева за дарителски фонд към мъжката гимназия в Русе. С годишните лихви върху капитала се награждава най-добрият по успех и поведение беден ученик.